# Reinaldo Marcus Green

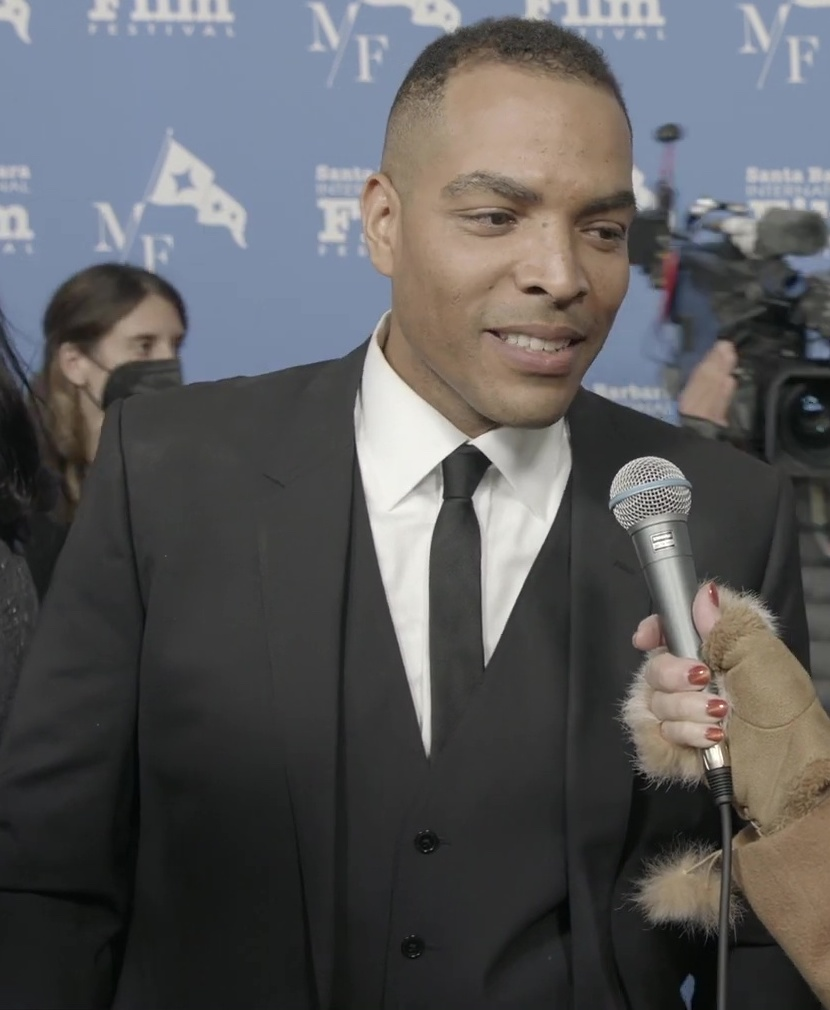
Reinaldo Marcus Green beim Santa Barbara International Film Festival im März 2022

Reinaldo Marcus Green (* 1981 in New York City) ist ein US-amerikanischer Filmregisseur und -produzent und Drehbuchautor.

## Leben
Reinaldo Marcus Green wurde in New York geboren und wuchs dort auf. Er ist Absolvent der Tisch School of the Arts. Im Jahr 2017 hatte er am Sundance Institute Directors and Screenwriters Lab teilgenommen, wo er mit dem Sundance Institute / Time Warner Fellowship ausgezeichnet wurde. Im Jahr 2015 war Green eines der 25 New Faces of Independent Film des Filmmaker Magazine.
Nach den gemeinsamen Kurzfilmen Stone Cars und Stop löste sich Green von der Zusammenarbeit mit seinem Bruder Rashaad Ernesto Green, der für Serien wie Marvel’s Luke Cage, Grimm, Supernatural oder Vampire Diaries als Regisseur tätig war.
Bei seinem Spielfilmdebüt Monsters and Men mit John David Washington, Anthony Ramos und Kelvin Harrison Jr. in den Hauptrollen, das er im Januar 2018 beim Sundance Film Festival vorstellte, führte er Regie und schrieb auch das Drehbuch. Für seinen zweiten Film Good Joe Bell  konnte Green den Schauspieler Mark Wahlberg für die Titelrolle gewinnen. Sein Film King Richard, mit Will Smith in der Hauptrolle, kam im November 2021 in die US-Kinos. Dieser wurde im Rahmen der Oscarverleihung 2022 in insgesamt sechs Kategorien nominiert, darunter in der Hauptkategorie als bester Film.
Im März 2021 wurde Green für den Regieposten des Biopics Bob Marley: One Love verpflichtet, das im Februar 2024 in die Kinos kam. Ebenso arbeitet Green an einem Familienfilm für Lionsgate. Im Jahr 2022 wurde er in die Academy of Motion Picture Arts and Sciences (AMPAS) berufen, die alljährlich die Oscars vergibt.

## Filmografie
- 2014: Stone Cars (Kurzfilm)
- 2015: Stop (Kurzfilm)
- 2016–2017: First Step (Fernsehserie, 5 Folgen als Regisseur)
- 2018: Monsters and Men (als Regisseur und Drehbuchautor)
- 2020: Good Joe Bell (als Regisseur)
- 2021: King Richard (als Regisseur)
- 2022: We Own This City (Miniserie, 6 Folgen als Regisseur, auch Produzent)
- 2024: Bob Marley: One Love (als Regisseur und Drehbuchautor)

## Auszeichnungen (Auswahl)
African-American Film Critics Association Award
- 2022: Auszeichnung als Bester Nachwuchsregisseur (King Richard)[9]

Festival des amerikanischen Films
- 2018: Nominierung für den Grand Special Prize (Monsters and Men)

Internationale Filmfestspiele von Cannes
- 2014: Nominierung für den Cinefondation Award (Stone Cars)

Sundance Film Festival
- 2015: Nominierung für den Short Film Grand Jury Prize (Stop)
- 2018: Auszeichnung für den Besten Debütfilm mit dem Special Jury Prize – Dramatic (Monsters and Men)
- 2018: Nominierung für den Grand Jury Prize – Dramatic (Monsters and Men)

Tribeca Film Festival
- 2015: Nominierung für den Student Visionary Award (Stop)

Zurich Film Festival
- 2018: Nominierung als Bester internationaler Spielfilm für das Golden (Monsters and Men)